# А-44
А-44 — проект советского среднего танка периода Великой Отечественной войны.

## История
Начало разработке было положено А. А. Морозовым в КБ-24 при Харьковском заводе № 183 в 1941 году. Первый образец должен был быть изготовлен к 1942 году. В некотором смысле являлся бы доработанным А-32 (Т-34), но в отличие от А-43 (Т-34М) имел иную компоновочную схему и имел бы ярко выраженные черты истребителя танков (при использовании 107-мм орудия).
Изначально танк планировался как средний, но после изготовления деревянных макетов в натуральную величину и металлического макета в масштабе 1:10 стало ясно, что по массе он является тяжёлым. Однако, Клименту Ворошилову макет пришёлся по нраву и работы продолжились. Проект оказался весьма удачным, но начавшаяся война и эвакуация завода поставили крест на выпуске данного танка.

## Проекты
Всего было представлено три проекта. Общая концепция у них была единой,
главным различием была толщина брони, и как следствие, масса:
- Первый проект — 120-мм лобовая броня, 100-мм бортовая, 40-мм крыша и днище.
Масса — 50 т. Максимальная скорость — 53 км/ч. Запас хода — 250 км.

- Второй проект — 90-мм лобовая броня, 75-мм бортовая, 35-мм крыша и днище.
Масса — 40 т. Максимальная скорость — 59 км/ч. Запас хода — 270 км.

- Третий проект — 75-мм лобовая броня, 60-мм бортовая, 30-мм крыша и днище.
Масса — 36 т. Максимальная скорость — 65 км/ч. Запас хода — 300 км.

## В компьютерных играх
- Представлен в World of Tanks как средний танк СССР седьмого уровня.